# Numerus Syrorum sagittariorum
Der Numerus Syrorum [sagittariorum oder sagittaria] [Severianum Alexandrianum] [Malvensium] [Pomarium] (deutsch Numerus der Syrer [der Bogenschützen] [der Severianische Alexandrianische] [Malvensium] [Pomarium]) war eine römische Auxiliareinheit. Sie ist durch Inschriften und Ziegelstempel belegt. In einigen Inschriften wird die Einheit auch als Numerus Surorum oder als Suri sagittarii bezeichnet.
Der Numerus bestand aus Fußsoldaten und war in Zenturien gegliedert. Es gibt keine Hinweise, dass es sich um eine teilberittene Einheit gehandelt hat. Die Sollstärke des Numerus lag vermutlich deutlich über den 480 Mann einer regulären Infanteriekohorte (Cohors quingenaria peditata).

## Namensbestandteile
- Syrorum oder Surorum: der Syrer. Die Soldaten des Numerus wurden bei Aufstellung der Einheit auf dem Gebiet der römischen Provinz Syria rekrutiert.

- sagittariorum oder sagittaria: der Bogenschützen. Der Zusatz kommt in mehreren Inschriften vor.

- Severianum Alexandrianum: der Severianische Alexandrianische. Eine Ehrenbezeichnung, die sich auf Severus Alexander (222–235) bezieht. Der Zusatz kommt in drei Inschriften vor.

- Malvensium. Der Zusatz kommt in der Inschrift (CIL 8, 9381) vor.

- Pomarium. Der Zusatz kommt in der Inschrift (CIL 8, 10470) vor.

## Geschichte
Der Numerus war in den Provinzen Dacia und Mauretania Caesariensis (in dieser Reihenfolge) stationiert. Er ist in Inschriften für die Jahre 138 bis 282 n. Chr. aufgeführt.
Die Einheit wurde möglicherweise im Zusammenhang mit der Eroberung Dakiens aufgestellt. Der erste Nachweis der syrischen Bogenschützen (Suri sagittarii) in Dacia beruht auf drei Inschriften, die auf 138 datiert werden. Die Einheit wird erstmals in der Inschrift (CIL 2, 1180), die auf 161/169 datiert wird, als Numerus Syrorum Sagittariorum bezeichnet. Durch die Inschrift (CIL 3, 7493) ist belegt, dass sich eine Zenturie der Einheit in der Nachbarprovinz Moesia inferior aufhielt.
Unter Septimius Severus wurde die Einheit nach Mauretania Caesariensis verlegt. Der erste Nachweis in der Provinz beruht auf einem Meilenstein, dessen Inschrift auf 218 datiert wird. Durch zahlreiche Inschriften mit der Herkunftsangabe domum Romulam ist belegt, dass Angehörige den Soldaten der Einheit von Dakien an den neuen Standort in Mauretania Caesariensis gefolgt sind.
Der letzte Nachweis des Numerus beruht auf der Inschrift (CIL 8, 9964), die auf 282 datiert ist.

## Standorte
Standorte des Numerus in Dacia waren möglicherweise:
- Arutela (Bivolari): Die Inschriften (CIL 3, 12601a, CIL 3, 12601b) wurden hier gefunden.
- Rădăcineşti: Die Inschrift (CIL 3, 12605) wurde hier gefunden.
- Kastelle von Reșca (antik Romula): Die Inschriften (AE 1914, 120, CIL 3, 8032) wurden hier gefunden.

Ziegel mit dem Stempel N S wurden an verschiedenen Orten in Dacia gefunden.
Standorte des Numerus in Mauretania Caesariensis waren möglicherweise:
- Caesarea Mauretaniae (Cherchell): Mehrere Inschriften wurden hier gefunden.
- Lalla Marnia: Zahlreiche Inschriften wurden hier gefunden.

## Angehörige des Numerus
Folgende Angehörige des Numerus sind bekannt:

### Kommandeure
| - Lentinius Priscianus, ein Praepositus (CIL 8, 9962) - Sex(tus) Iul(ius) Iulianus, ein Tribun (CIL 8, 9381) | - Sextus Iulius Possessor, ein Curator bzw. Praepositus. |

### Sonstige
| - Acrio V(), ein Soldat (CIL 8, 21015) - Antonius Avitus, ein Soldat (CIL 8, 21017) - Anton(ius) Z[oi]lus, ein Actuarius (AE 1914, 120) - Aur(elius) Massamarus, ein Optio (CIL 8, 9964) | - Cl(audius) Montanus, ein Immunis (CIL 3, 8032) - Fl(avius) Avitianus, ein Signifer (CIL 3, 7493) - Fl(avius) Ianuar(ius), ein Centurio (CIL 3, 7493) - Valerius Germanus, ein Ordinatus (CIL 8, 9967) |